# Saturn LVIII
Saturn LVIII, cunoscut provizoriu ca S/2004 S 26, este cel mai exterior satelit natural cunoscut al lui Saturn. Descoperirea sa a fost anunțată de Scott S. Sheppard⁠(d), David C. Jewitt⁠(d) și Jan Kleyna⁠(d) pe 7 octombrie 2019 din observații efectuate între 12 decembrie 2004 și 21 martie 2007.  Și-a primit denumirea permanentă în august 2021. 
Saturn LVIII are un diametru de aproximativ 4 kilometri și orbitează în jurul lui Saturn la o distanță medie de 26,676 Gm (0,178 UA) în 1627,18 zile (singurul satelit cunoscut care are nevoie de peste 4 ani pentru a-l orbita pe Saturn), la o înclinație de 171° față de ecliptică, în sens retrograd și cu o excentricitate de 0,165. 